# Small Planet Airlines Poland
Small Planet Airlines – była polska linia lotnicza założona 25 listopada 2009, spółka-córka litewskich linii o tej samej nazwie. Do 2010 działała pod nazwą FlyLAL Charters Polska. Główna baza operacyjna znajdowała się w Katowicach i Warszawie. Linia należała do grupy Small Planet Airlines z siedzibą w Wilnie. Zakończyła działalność w listopadzie 2018.
Linia dysponowała flotą 10 samolotów Airbus A320 i Airbus A321. Samoloty całej grupy Small Planet Airlines posiadały takie samo malowanie. Oferowała loty czarterowe do miejsc w Europie, regionie MENA (Bliski Wschód i Afryka Północna) i Azji.
Grupa Small Planet Airlines współpracowała z touroperatorami w Europie i przewoziła pasażerów do Grecji, Hiszpanii, Turcji, Egiptu, Bułgarii oraz innych popularnych kierunków wypoczynkowych. Spółka wykonywała także loty specjalne na potrzeby wojska, przedstawicieli rządu, korporacji oraz osób prywatnych na zasadzie przelotów ad hoc.

## Historia
W grudniu 2009 spółka FlyLAL Charters PL została zarejestrowana w celu rozpoczęcia lotów z lotnisk w Polsce. W lipcu 2010 FlyLAL Charters Polska zmieniły nazwę na Small Planet Airlines. W kwietniu 2015 roku linia Small Planet Airlines była czarterowana przez PLL LOT do wykonywania niektórych połączeń lotniczych.
Jesienią 2018 Small Planet Airlines Poland rozpoczęła proces restrukturyzacji i wycofała się z Polski w tym m.in. z największej swojej bazy operacyjnej Katowic-Pyrzowic.

## Kierunki lotów czarterowych
Główne kierunki podróży realizowane były we współpracy z touroperatorami (firma realizowała także indywidualne loty czarterowe).
- Burgas, Bułgaria
- Warna, Bułgaria
- Hurghada, Egipt
- Sharm El Sheikh, Egipt
- Marsa Alam, Egipt
- Corfu, Grecja
- Heraklion, Grecja
- Rodos, Grecja
- Kos, Grecja
- Barcelona, Hiszpania
- Palma de Mallorca, Hiszpania
- Teneryfa, Hiszpania
- Malaga, Hiszpania
- Bergamo, Włochy
- Catania, Włochy
- Rijeka, Chorwacja
- Faro, Portugalia
- Antalya, Turcja
- Bodrum, Turcja
- Dalaman, Turcja
- Chania, Grecja

## Flota
Stan floty Small Planet Polska na wrzesień 2018 to 10 samolotów, w tym 4 samoloty Airbus A320 (180 miejsc pasażerskich) i 6 samolotów Airbus A321 (220 miejsc pasażerskich).
| Samolot         | Znaki rejestracyjne | Wyprodukowany | Uwagi    |
| --------------- | ------------------- | ------------- | -------- |
| Airbus A320-232 | SP-HAD              | 2003          | MSN 2016 |
| Airbus A320-232 | SP-HAG              | 2002          | MSN 1723 |
| Airbus A320-233 | SP-HAH              | 2003          | MSN 2118 |
| Airbus A320-233 | SP-HAI              | 1999          | MSN 1007 |
| Airbus A321-211 | SP-HAW              | 2004          | MSN 2342 |
| Airbus A321-211 | SP-HAX              | 2006          | MSN 2903 |
| Airbus A321-211 | SP-HAZ              | 2007          | MSN 3191 |
| Airbus A321-211 | SP-HAY              | 2006          | MSN 2912 |
| Airbus A321-231 | SP-HAV              | 2001          | MSN 1421 |
| Airbus A321-231 | SP-HAU              | 1998          | MSN 0864 |